# Microsoft Update カタログ
Microsoft Update カタログは、 Windows 2000 SP3、Windows XP、およびWindows Server 2003以降のオペレーティングシステム（Windows 10、Windows 11を含む）を実行しているコンピューターの更新プログラムを提供するWebサイト。

## 目的
マイクロソフトによって作成されたこのサービスは、企業がネットワークを介して配布するための更新プログラムのリストを提供する。セキュリティアップデートは、通常、月1回リリースされる。ただし、コンピュータウイルスやワームが蔓延している場合は、マイクロソフトは対応するアップデートを早期にリリースしている。
マイクロソフトのセキュリティビジネス＆テクノロジーユニットのバイスプレジデントを2004年3月から2005年11月まで務めたゴードン・マンジョーネは、次のように述べている。
"Because the new services and technologies draw information and updates from a single source—the Microsoft Update catalog—and use a common polling engine (provided by the new Windows Update Agent), our customers will have a much more integrated and reliable update management process."

「新しいサービスとテクノロジーは、単一のソース（Microsoft Updateカタログ）から情報と更新を取得し、共通のポーリングエンジン（新しいWindows Updateエージェントによって提供される）を使用するため、お客様ははるかに統合された信頼性の高い更新管理プロセスを利用できます」 

## 使用方法
このサイトの最新版は2007年8月に提供開始され、当時はマイクロソフトのブラウザであるInternet Explorer 6および7でのみ機能していた。カタログを使用する前に、ユーザーはActiveXコントロールをインストールし、Webサイトで入手可能な更新を検索できるようにする必要があった。検索はRSSフィードとして保存できるため、新しい更新を監視することも可能。Microsoft Update カタログを使用した更新プログラムのダウンロードはマイクロソフトのBackground Intelligent Transfer Serviceによって高速化される。このサービスは可能な限り少ない帯域幅を使用し、Webサイトから更新を非同期的にダウンロードする。 
また、このサービスはWindows Server Update ServicesおよびSystemCenter Configuration Manager 2007とも統合されているため、ネットワーク管理者はWebサイトからダウンロードした更新プログラムをネットワークを経由してリモートで展開できる。

## 現在のサービス
Windows 11リリース後の2024年9月時点でも、マイクロソフトはMicrosoft Update カタログを通じて独占的にアップデートを提供しているが、現在のサイトではActiveX コントロールを必要としなくなり、Internet Explorer 専用ではなく、他の最新のブラウザからも使用可能で、今では多くのプラットフォームのユーザーも、アーカイブまたは配布用の更新プログラムをダウンロードできるようになった。